# جوآن وودوارد
جوآن ترایمیر گیگنیلیات وودوارد (به انگلیسی: Joanne Gignilliat Trimmier Woodward) (زادهٔ ۲۷ فوریه ۱۹۳۰) هنرپیشه تلویزیون و سینما اهل آمریکا است که جوایز بسیاری کسب کرده‌است.

## زندگی شخصی
وی پس از همبازی شدن با پل نیومن (یکی از بزرگ‌ترین ستاره‌های سینمای هالیوود) در سال ۱۹۵۸ با او ازدواج کرد که این پیوند تا زمان مرگ نیومن در سال ۲۰۰۸ ادامه یافت.

## فیلم‌هایی که با نیومن همبازی بود
- تابستان گرم و طولانی (۱۹۵۸)
- پسرها، دور پرچم جمع شوید! (۱۹۵۸)
- از تراس (۱۹۶۰)
- بلوز پاریس (۱۹۶۱)
- نوع تازه‌ای از عشق (۱۹۶۳)
- پیروزی (۱۹۶۹)
- دبلیو. یو اس ای (۱۹۷۰)
- درونینگ پول (۱۹۷۵)
- هری، پسر (۱۹۸۴ به کارگردانی پل نیومن)
- آقا و خانم بریج (۱۹۹۰)

Both appeared in the HBO miniseries Empire Falls but had no scenes together.
او در پنج فیلم که نیومن کارگردانی یا تهیه‌کننده آن بود نقش آفرینی کرد اما in which he did not star:
- راشل، راشل (۱۹۶۸)
- They Might Be Giants (۱۹۷۱)
- The Effect of Gamma Rays on Man-in-the-Moon Marigolds—which featured their daughter, Nell Potts (۱۹۷۲)
- The Shadow Box (۱۹۸۰)— (فیلم تلویزیونی)
- باغ وحش شیشه‌ای (۱۹۸۷)

## فیلم‌شناسی
| سال  | نام فیلم                                              | نقش                             | نکات مهم |
| ---- | ----------------------------------------------------- | ------------------------------- | --- |
| ۱۹۵۵ | تکانه (آلفرد هیچکاک تقدیم می‌کند)                      | لیولا بون                       | |
| ۱۹۵۵ | Count Three and Pray                                  | لیسی                            | |
| ۱۹۵۶ | A Kiss Before Dying                                   | Dorothy "Dorie" Kingship        | |
| ۱۹۵۷ | سه چهره ایو                                           | Eve White / Eve Black / Jane    | جایزه اسکار بهترین بازیگر نقش اول زن جایزه گلدن گلوب بهترین بازیگر زن فیلم درام National Board of Review Award for Best Actress نامزدی — BAFTA Award for Best Foreign Actress |
| ۱۹۵۷ | بدون پیش‌پرداخت                                        | لیولا بون                       | نامزدی — BAFTA Award for Best Foreign Actress |
| ۱۹۵۸ | تابستان گرم و طولانی                                  | Clara Varner                    | |
| ۱۹۵۸ | پسرها، دور پرچم جمع شوید!                             | Grace Oglethorpe Bannerman      | |
| ۱۹۵۹ | خشم و هیاهو                                           | Quentin Compson/راوی            | |
| ۱۹۵۹ | همیشه در فرار                                         | کارول کاترر                     | جشنواره فیلم سن‌سباستین Zulueta Prize for Best Actress |
| ۱۹۶۰ | از تراس                                               | Mary St. John/Mrs. Alfred Eaton | |
| ۱۹۶۱ | بلوز پاریس                                            | لیلین کورنینگ                   | |
| ۱۹۶۳ | The Stripper                                          | لیلا گرین                       | |
| ۱۹۶۳ | نوع تازه‌ای از عشق                                     | Samantha (Sam) Blake/Mimi       | نامزدی — جایزه گلدن گلوب بهترین بازیگر زن فیلم موزیکال یا کمدی |
| ۱۹۶۴ | Signpost to Murder                                    | مولی توماس                      | |
| ۱۹۶۶ | دستی بزرگ برای بانوی کوچک                             | مری                             | |
| ۱۹۶۶ | یک دیوانگی خوب                                        | رودا شیلیتو                     | |
| ۱۹۶۸ | ریچل، ریچل                                            | ریچل کامرون                     | جایزه گلدن گلوب بهترین بازیگر زن فیلم درام Kansas City Film Critics Circle Award for Best Actress جایزه حلقه منتقدان فیلم نیویورک برای بهترین بازیگر نقش اول زن نامزدی — جایزه اسکار بهترین بازیگر نقش اول زن نامزدی — جایزه بفتای بهترین بازیگر نقش اول زن                                                   |
| ۱۹۶۹ | پیروزی                                                | الورا کاپوا                     | |
| ۱۹۷۰ | دبلیو. یو اس ای                                       | جرالدین                         | |
| ۱۹۷۱ | آنها ممکن است غول باشند                               | دکتر میلدرد واتسون              | |
| ۱۹۷۱ | All the Way Home                                      | مری فولت                        | تلویزیونی |
| ۱۹۷۲ | The Effect of Gamma Rays on Man-in-the-Moon Marigolds | بیتریس                          | Cannes Film Festival Best Actress Award Kansas City Film Critics Circle Award for Best Actress نامزدی — جایزه گلدن گلوب بهترین بازیگر زن فیلم درام |
| ۱۹۷۳ | آرزوهای تابستان، رویاهای زمستان                       | ریتا والدن                      | جایزه بفتای بهترین بازیگر نقش اول زن Kansas City Film Critics Circle Award for Best Actress جایزه حلقه منتقدان فیلم نیویورک برای بهترین بازیگر نقش اول زن نامزدی — جایزه اسکار بهترین بازیگر نقش اول زن نامزدی — جایزه گلدن گلوب بهترین بازیگر زن فیلم درام                                                   |
| ۱۹۷۵ | درونینگ پول                                           | آیریس دِوِرو                      | |
| ۱۹۷۶ | Sybil                                                 | دکتر Cornelia B. Wilbur         | فیلم تلویزیونی نامزدی — جایزه امی ساعات پربیننده بازیگر برجسته نقش اول زن در یک سریال کوتاه یا یک فیلم |
| ۱۹۷۷ | Come Back, Little Sheba                               | لولا دلینی                      | درام تلویزیونی |
| ۱۹۷۸ | See How She Runs                                      | بتی کویین                       | فیلم تلویزیونی جایزه امی ساعات پربیننده بازیگر برجسته نقش اول زن در یک سریال کوتاه یا یک فیلم |
| ۱۹۷۸ | The End                                               | جسیکا لاوسن                     | |
| ۱۹۷۸ | A Christmas to Remember                               | میلدرد مک‌کلود                   | فیلم تلویزیونی |
| ۱۹۷۹ | The Streets of L.A.                                   | Carol Schramm                   | فیلم تلویزیونی |
| ۱۹۸۰ | The Shadow Box                                        | Beverly                         | تلویزیونی |
| ۱۹۸۱ | Crisis at Central High                                | Elizabeth Huckaby               | فیلم تلویزیونی نامزدی — جایزه امی ساعات پربیننده بازیگر برجسته نقش اول زن در یک سریال کوتاه یا یک فیلم نامزدی — جایزه گلدن گلوب بهترین بازیگر نقش زن برای سریال کوتاه یا فیلم تلویزیونی |
| ۱۹۸۲ | کاندیدا                                               | Candida                         | فیلم تلویزیونی |
| ۱۹۸۴ | هری و پسر                                             | Lilly                           | |
| ۱۹۸۴ | Passions                                              | Catherine Kennerly              | فیلم تلویزیونی |
| ۱۹۸۵ | Do You Remember Love                                  | Barbara Wyatt-Hollis            | فیلم تلویزیونی جایزه امی ساعات پربیننده بازیگر برجسته نقش اول زن در یک سریال کوتاه یا یک فیلم نامزدی — جایزه گلدن گلوب بهترین بازیگر نقش زن برای سریال کوتاه یا فیلم تلویزیونی |
| ۱۹۸۶ | زنان - برای آمریکا، برای دنیا                         |                                 | مستند کوتاه |
| ۱۹۸۷ | باغ وحش شیشه‌ای                                        | Amanda Wingfield                | نامزدی — Independent Spirit Award for Best Lead Female |
| ۱۹۹۰ | آقا و خانم بریج                                       | ایندیا بریج                     | Kansas City Film Critics Circle Award for Best Actress جایزه حلقه منتقدان فیلم نیویورک برای بهترین بازیگر نقش اول زن نامزدی — جایزه اسکار بهترین بازیگر نقش اول زن نامزدی — جایزه گلدن گلوب بهترین بازیگر زن فیلم درام نامزدی — Independent Spirit Award for Best Lead Female                                 |
| ۱۹۹۳ | Foreign Affairs                                       | Vinnie Miner                    | فیلم تلویزیونی |
| ۱۹۹۳ | Blind Spot                                            | نل هرینگتون                     | فیلم تلویزیونی نامزدی — جایزه امی ساعات پربیننده بازیگر برجسته نقش اول زن در یک سریال کوتاه یا یک فیلم |
| ۱۹۹۳ | عصر معصومیت                                           | راوی                            | |
| ۱۹۹۳ | فیلادلفیا                                             | سارا بکت                        | |
| ۱۹۹۴ | Breathing Lessons                                     | مگی موران                       | فیلم تلویزیونی جایزه گلدن گلوب بهترین بازیگر نقش زن برای سریال کوتاه یا فیلم تلویزیونی جایزه انجمن بازیگران فیلم برای بهترین بازیگر نقش زن برای سریال کوتاه یا فیلم تلویزیونی نامزدی — جایزه امی ساعات پربیننده بازیگر برجسته نقش اول زن در یک سریال کوتاه یا یک فیلم                                         |
| ۱۹۹۶ | Even If a Hundred Ogres...                            | راوی (صدا)                      | |
| ۲۰۰۵ | سقوط امپراتوری (مجموعه تلویزیونی)                     | فرنسین وایتینگ                  | Television miniseries نامزدی — Primetime Emmy Award for Outstanding Supporting Actress – Miniseries or a Movie نامزدی — Golden Globe Award for Best Supporting Actress – Series, Miniseries or فیلم تلویزیونی نامزدی — جایزه انجمن بازیگران فیلم برای بهترین بازیگر نقش زن برای سریال کوتاه یا فیلم تلویزیونی |
| ۲۰۱۱ | All the World                                         | راوی                            | |